# 百泰斯集團
百泰斯集團股份有限公司，簡稱百泰斯集團（Betex Group Plc and Betex Group），在2000年成立，主要經營中國內地博彩、房地產等業務。由英國商人Jeremy Longley創立，也是本公司董事長。 
其股份自2006年於倫敦證券交易所另外投資市場上市，其後已除牌。其主要品牌包括：百泰斯博彩、洲联地产、高樂克科技、樂屋網等企業。
為開拓中國居民方便英國物業投資，百泰斯集團旗下樂屋網提供設立中英文網站。
2015年8月12日，該公司已清盤。